# Дача (Сату Маре)
Дача (рум. Dacia) насеље је у Румунији у округу Сату Маре у општини Доба. Oпштина се налази на надморској висини од 114 m.

## Становништво
Према подацима из 2002. године у насељу је живело 171 становника, од којих су сви румунске националности.